# Pilot 743 SE
Pilot 743 SE är en svensk lotsbåt som byggdes 1997 som Tjb 743 av Boghammar Marin AB, Lidingö till Sjöfartsverket i Norrköping. Tjb 743 stationerades vid Gävle lotsplats, Bönans lotsstation. 2005 döptes båten om till Pilot 743 SE.